# شهرک (ایرندگان)
شهرک یک روستا در ایران است که در بخش ایرندگان شهرستان خاش در استان سیستان و بلوچستان واقع شده‌است.

## جمعیت
این روستا در دهستان ایرندگان قرار دارد و براساس سرشماری مرکز آمار ایران در سال ۱۳۸۵، جمعیت آن ۷۵ نفر (۲۳ خانوار) بوده‌است.